# Кислота Льюїса
Кисло́та Лью́їса — це будь-яка хімічна сполука, яка веде себе як акцептор пари електронів з утворенням дативного зв'язку. Назва кислот Льюїса походить від хіміка Гілберта Нютона Льюїса, який вперше описав кислоти та основи, використовуючи теорію основ та кислот Льюїса у 1923 році. Зазвичай кислоти Льюїса мають тригональну планарну симетрію з вільною p-орбіталлю, як-от BR3, де R  - це органічний ліганд або галоген.  Кислоти Льюїса використовують найнижчу незаповнену молекулярну орбіталь (lowest unoccupied molecular orbital або LUMO) для утворення хімічного зв'язку.  
Теорія Льюїса розглядає, що кислоти Льюїса взаємодіють з основами шляхом успільнення пари електронів без зміни ступеню окиснення всіх компонентів хімічної реакції. 
Кисло́та Лью́їса реагує з основою Льюїса з утворенням аддукту Льюїса. Тим часом, основа Льюїса — це будь-яка речовина, що є донором електронної пари кислоті Льюїса для утворення аддукту Льюїса. Наприклад, OH− та NH3 є основами Льюїса, тому що вони можуть бути донорами електронної пари. В аддукті кислота Льюїса та основа Льюїса ділять електронну пару, надану основою Льюїса.
Переважно, назви кислота Льюїса та основа Льюїса надаються речовинам у контексті окремої реакції. Наприклад, у реакції між Me3B та NH3, з утворенням Me3BNH3, Me3B виконує роль кислоти Льюїса, а NH3 — роль основи Льюїса. Me3BNH3 є аддуктом Льюїса. 
Молекулярна частинка, що є акцептором електронної пари й з основами Льюїса дає аддукти Льюїса, зв'язок з якими утворюється за рахунок успільнення електронної пари основи, пр., BF3, AlCl3.
R3B (кислота) + :NR3 (основа) →R3B––N+R3 (аддукт)

## Нейтральні або класичні кислоти Льюїса
До таких кислот відносяться BCl3, BF3, AlCl3, а також будь-які молекули з неповним електронним октетом.

## Катіонні кислоти Льюїса
До таких кислот відносять катіони, які  здатні виступати акцепторами пари електронів, наприклад Cu2+, Fe2+, Fe3+. Катіони лужних металів Na+,K+, Li+ тощо, не можуть бути кислотами Льюїса, так як мають ступінь окиснення +1, що дає моживість прийняти лише 1 електрон.

## Протон H+як кислота Льюїса
Протон H+ може розглядатися як кислота Льїюса, оскільки має незаповнену s-орбатіталь, що здатна прийтняти електронну пару. Таким чином протон може виступати акцептором електронів в хімічній реакції.